# فريدريش أولمر
فريدريش أولمر (بالألمانية: Friedrich Ulmer)‏ (و. 1877 – 1952 م) هو مؤلف، وأستاذ جامعي، وممثل مسرحي، وممثل أفلام، وكاتب ألماني، ولد في ميونخ، توفي في تراونشتاين، عن عمر يناهز 75 عاماً.

## وصلات خارجية
- فريدريش أولمر على موقع IMDb (الإنجليزية)
- فريدريش أولمر على موقع مونزينجر (الألمانية)
- فريدريش أولمر على موقع قاعدة بيانات الفيلم (الإنجليزية)
- فريدريش أولمر على موقع كينوبويسك (الروسية)

- فريدريش أولمر في قاعدة بيانات الأفلام على الإنترنت